# Ampedus tenuistriatus
Ampedus tenuistriatus là một loài bọ cánh cứng trong họ Elateridae. Loài này được Lewis miêu tả khoa học năm 1894.